# Вол
Вол — кастрированный самец крупного рогатого скота. В результате кастрации у бычков усиливается рост рогов, размер которых обычно заметно увеличивается.
Используются как мясной и рабочий скот, в первую очередь как тягловые животные при транспортировках и при распашке земли. Преимущества использования вола по сравнению с быком заключаются в том, что благодаря отсутствию половых желёз и низкому содержанию половых гормонов волы не испытывают влечения к самкам, ведут себя намного спокойнее и их поведение более контролируемо. Для волов затраты на упряжь, ковку, уход меньше, чем для лошадей. Однако скорость воловьих упряжек по сколько-нибудь хорошей дороге заметно меньше конных — 2—3 километра в час, так что идущий шагом человек спокойно обгоняет упряжку.
Обычно кастрация происходит до половой зрелости животных. Поскольку в результате этого падает производство тестостерона, волы растут значительно медленнее, чем быки, и не достигают нормальной величины быков той же породы, но имеют при этом больший процент мышечной массы. Предназначенных для забоя на мясо кастрируют в 2—5 месяцев, для тягловой работы — в возрасте 8-12 месяцев. Рабочий период обычно начинался с двухлетнего возраста и продолжался до 8-9 лет.
В некоторых регионах и странах мира, в частности в Латинской Америке, Индии и других, волов продолжают использовать как упряжных животных.

## В культуре
Волы многократно упоминаются в Библии, в средневековых текстах и в различных литературных произведениях.
Широким было транспортное использование волов в степях Украины. Чумаки отправлялись к Чёрному и Азовскому морям за солью и рыбой именно на волах, что нашло отражение во многих литературных произведениях, а также в кино и мультфильмах.